# Пугачёвка (Омская область)
Пугачёвка — деревня в Нижнеомском районе Омской области. В составе Антоновского сельского поселения.

## История
Основана в 1923 г. В 1928 г. выселок Пугачёвский состоял из 37 хозяйств, основное население — русские. Центр Пугачёвского сельсовета Калачинского района Омского округа Сибирского края.

## Памятники
- В центре деревни сооружён памятник её уроженцу Герою Советского Союза Петру Ивановичу Ильичёву[3].

## Население
| 2010 |
| ---- |
| 165  |